# Kayakent
Kayakent — залізний метеорит масою 85000 грам.